# ラビ・マトンド
ラビ・マトンド（Rabbi Matondo , 2000年9月9日 - ）は、イングランド・リヴァプール出身のサッカーウェールズ代表プロサッカー選手。レンジャーズFC所属。ポジションはMF。

## 経歴
リヴァプール生まれで幼少期をウェールズで過ごし、カーディフ・シティFCで育成された。2016年、マンチェスター・シティFCユースに移籍した。
2019年1月30日、ドイツのシャルケ04に4年半契約で移籍した。
2021年1月8日、ストーク・シティFCへのローン移籍が発表された。
2021年8月9日、買取オプション付きのローン移籍でサークル・ブルッヘに移籍した。
2022年7月12日、レンジャーズFCへ完全移籍。4年契約を結んだ。

## 代表歴
リヴァプール生まれで幼少期をウェールズで過ごし、ウェールズ代表として各年代でプレーした。